# Gaschwitz
Gaschwitz ist seit dem 1. Juli 1993 ein Stadtteil der Großen Kreisstadt Markkleeberg im Landkreis Leipzig in Sachsen. Zuvor war es eine eigenständige Gemeinde südlich von Markkleeberg. Zu Gaschwitz gehört der Ortsteil Kleinstädteln.

## Lage

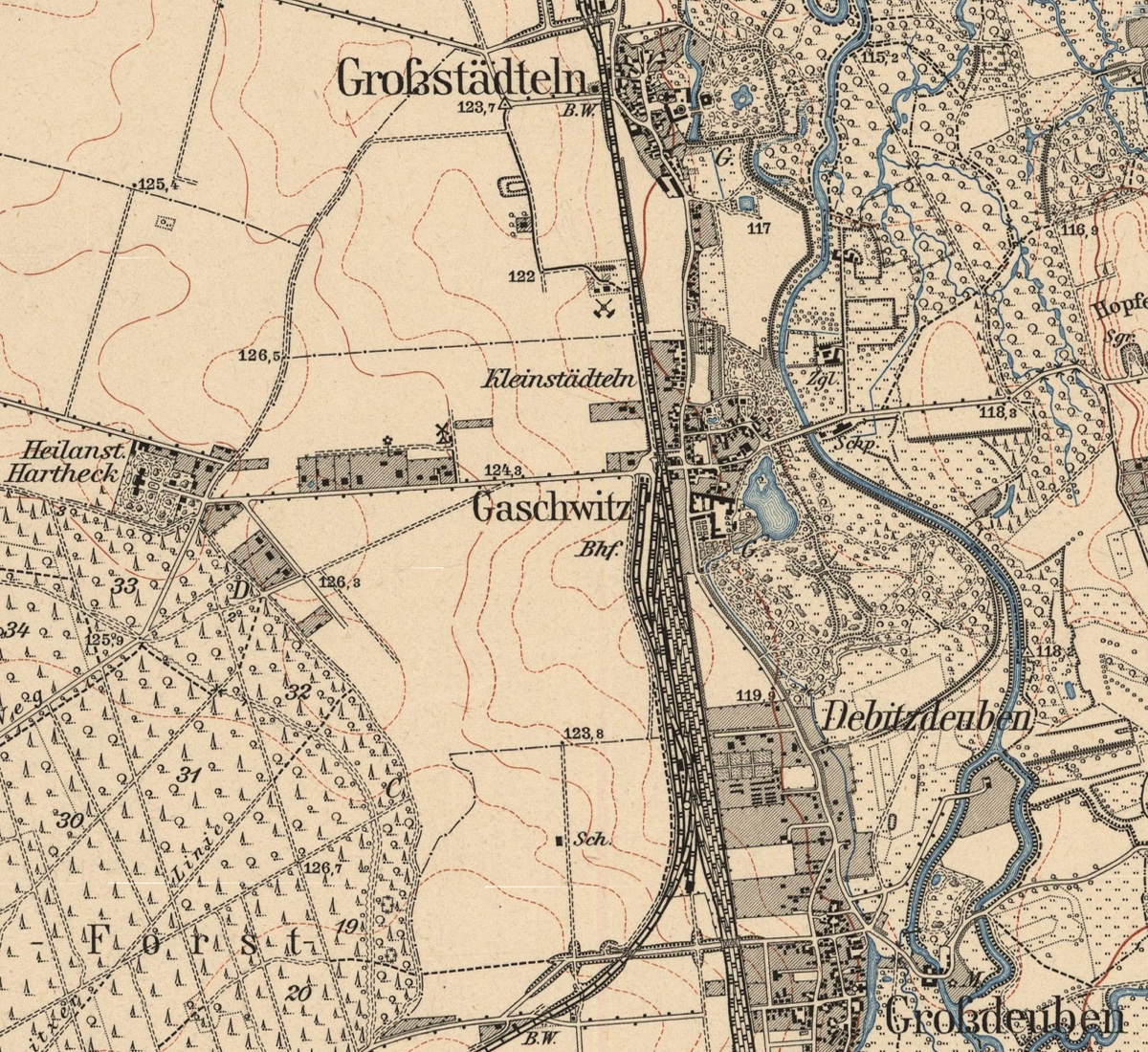
Gaschwitz auf einer Karte von 1907

Gaschwitz liegt 10 km südlich von Leipzig an der Pleiße. Die ehemals landschaftlich reizvolle Pleißenaue und das westlich von Gaschwitz gelegene Waldstück, die Harth, fielen in der zweiten Hälfte des 20. Jahrhunderts dem Braunkohlebergbau zum Opfer.
Westlich vom Tagebau Zwenkau und östlich vom Tagebau Espenhain eingeschlossen, lag der Ort auf einem etwa 500 m breiten Nord-Süd-„Kanal“, der auch noch die Eisenbahnlinie Leipzig-Altenburg, die verlegte Fernverkehrsstraße F2/95 und die verlegte und begradigte Pleiße aufnehmen musste. Nach Stilllegung der Tagebaue sind die Abraumflächen rekultiviert worden, die schmale Ausrichtung der Infrastruktur in Nord-Süd-Richtung aber ist geblieben. Die Nachbarorte von Gaschwitz sind im Norden Großstädteln (ebenfalls zu Markkleeberg gehörig) und im Süden Großdeuben (zu Böhlen). Im Osten grenzen die Fluren von Großpösna (früher Cröbern) und im Westen die von Zwenkau an. In der Nähe von Gaschwitz liegen auch der Markkleeberger und der Cospudener See, der über einen Radweg durch die neu aufgeforstete Harth zu erreichen ist.

## Geschichte

### Die Anfänge
Der Name von Gaschwitz ist sorbischen Ursprungs. Er wird erstmals 1350 als Godiswicz erwähnt. Es ist anzunehmen, dass mit der Besiedlung der Gebiete westlich der Saale durch westslawische Sorben vermutlich im ausgehenden 6. Jahrhundert auch eine Siedlung im Bereich von Gaschwitz entstand. Nach 950 kam es zur Einwanderung von Angehörigen elbgermanischer Stämme sowie später von Thüringern, Franken und Flamen. Die Christianisierung der Gegend erfolgte vermutlich durch den Regensburger Mönch und späteren ersten Merseburger Bischof Boso.

### Das Rittergut
Um 1390 wird Reinhold von Gaschwitz als Lehnsherr einer Wasserburg Gaschwitz erwähnt. Aus dem Herren- bzw. Rittersitz des 14. und 15. Jahrhunderts entstand zu Beginn des 16. Jahrhunderts ein Rittergut, dessen Besitzer von 1506 bis 1616 die Familien von Erdmannsdorff und Pflugk waren. 1616 erwarb es der Junker Jobst Brandt von Lindau und 1694 die Familie von Zehmen. Die Gutsanlage bestand zu dieser Zeit aus einem um 1700 gebauten barocken fünfachsigen Fachwerkhaus mit Erker und Mansarddach. Die Familie von Zehmen hatte sich das schlichte Herrenhaus bauen lassen, bevor sie 1702 das Gut an Friedrich von Hopffgarten, Kommandeur der Pleißenburg in Leipzig, verkaufte. Dieser errichtete 1705 das Rittergutshaus (altes Herrenhaus) als Fachwerkhaus, jedoch noch ohne Turmaufbau. Die nächsten Besitzer waren ab 1716 Benjamin Magen, ein Jurist aus Leipzig, bzw. seine Erben. Diese bauten neben dem alten ein neues Herrenhaus und legten einen Park an. Das alte Herrenhaus wurde von der nächsten Besitzerin, Frau Rahel von Bose, 1759 modernisiert. Auf dem Mansarddach aufbauend wurde ein schiefergedeckter pittoresker Dachreiter angebracht, der als Uhrenturm thront und mit einer Wetterfahne ausgestattet ist.

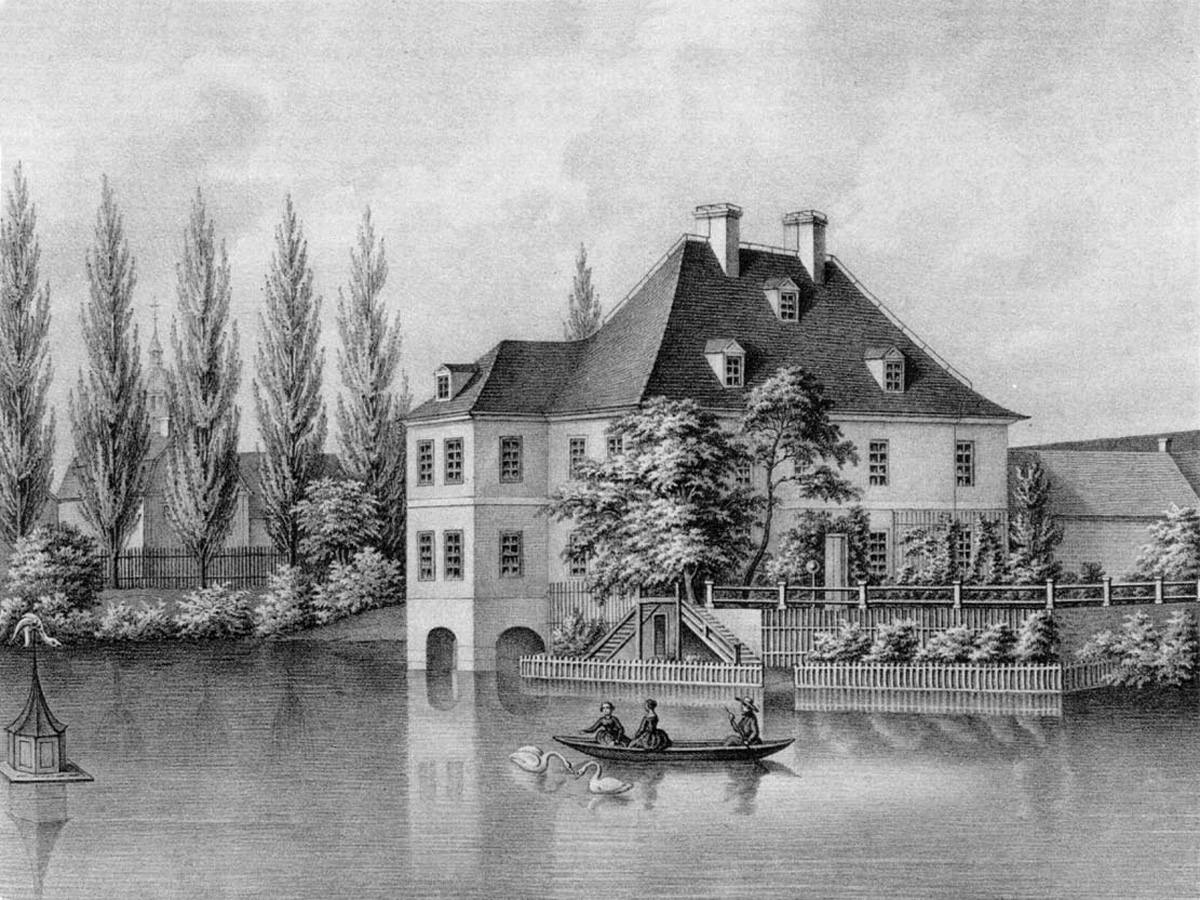
Das neue Herrenhaus um 1850 an einem der früheren Teiche
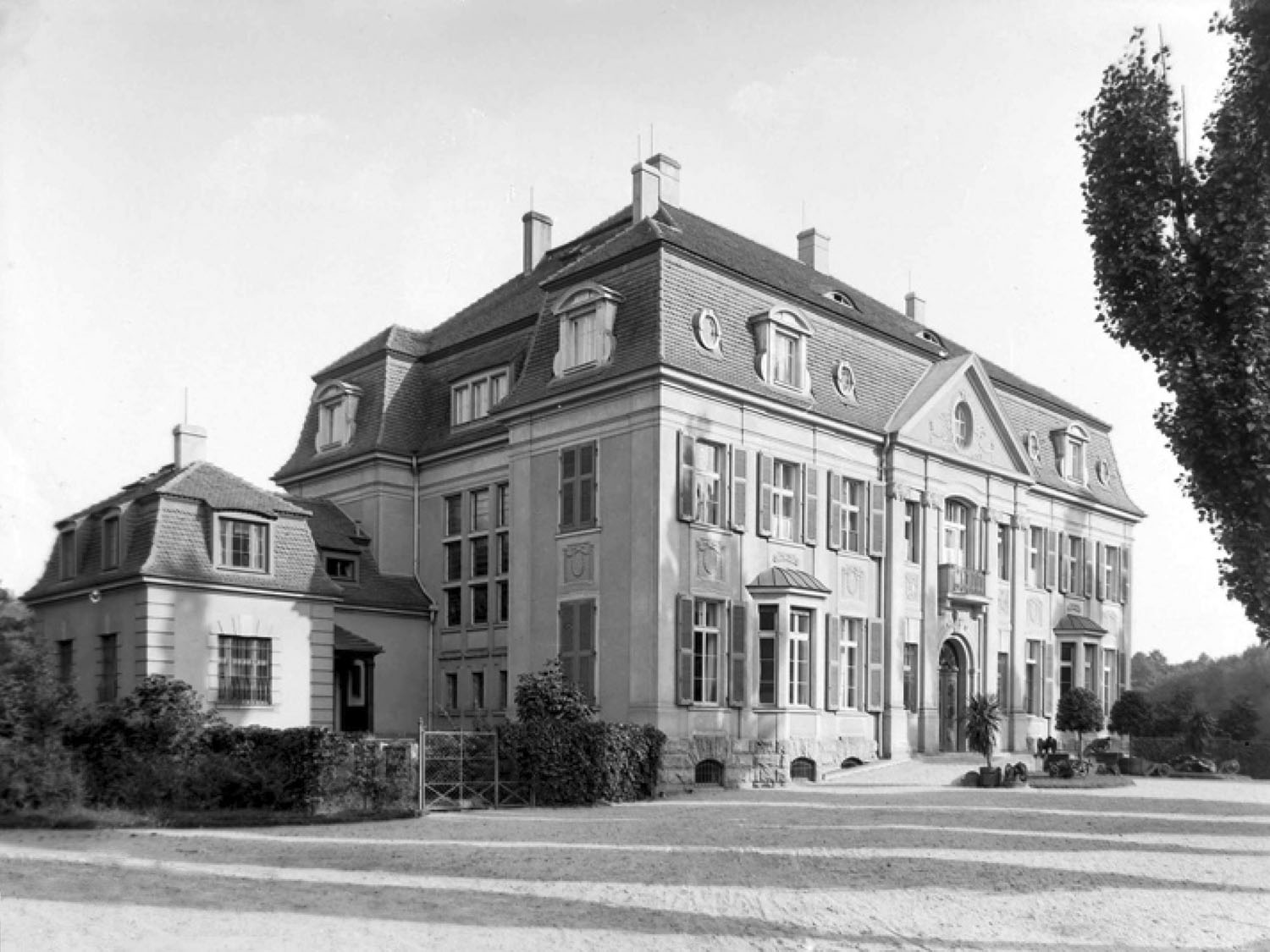
Der Dybwadsche Neubau des neuen Herrenhauses von 1905

Weitere Besitzer waren von 1761 bis 1834 die Familien von Leyser und Astor. Von 1834 bis 1925 besaßen der Leipziger Dompropst Dr. Friderici und seine Erben, zuletzt die Familie Plantier, das Gut. 1876 wurden drei der sechs Teiche, die bis dahin das Gut umgaben, im Zuge einer Pleißeregulierung zugeschüttet. 1905 ließen die Plantiers das neue Herrenhaus durch den Architekten Peter Dybwad von Grund auf neu errichten. 1925 verkauften die Plantiers das Gut an die AG Sächsische Werke (ASW), die in Vorbereitung des Braunkohlebergbaus Ländereien erwarben. Zunächst wurden Gut und Gelände aber an einen Herrn Schreiber verpachtet.
1945 wurde das Gut enteignet und in ein Volkseigenes Gut (VEG) umgewandelt. Das neue Herrenhaus wurde vom Gut abgegrenzt und ab 1947 als Schule genutzt. Schon zu DDR-Zeiten und auch danach verfiel die Bausubstanz des Gutes in starkem Maße. Im Jahre 2000 erwarb die Stadt Markkleeberg den gesamten Gutsbereich. Der Sanierung des alten Herrenhauses folgte 2010 bis 2012 die Restaurierung der barocken Orangerie mit dem südlichen Torhaus. Diese Räume schaffen unter anderem die Voraussetzung für ein wieder entstehendes Vereinsleben für die Markkleeberger Stadtteile Gaschwitz und Großstädteln.

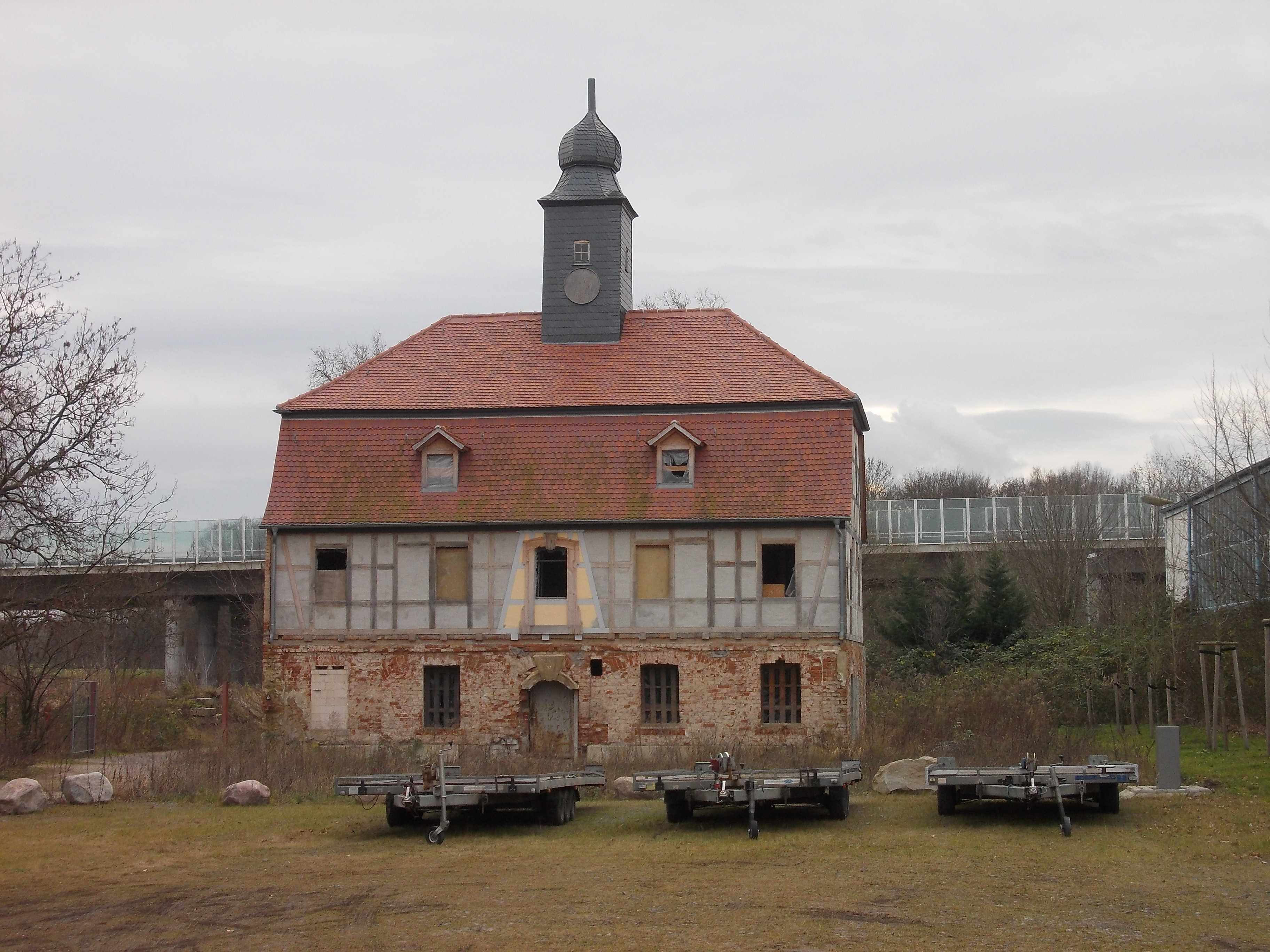
Das alte Herrenhaus vor der Sanierung 2013
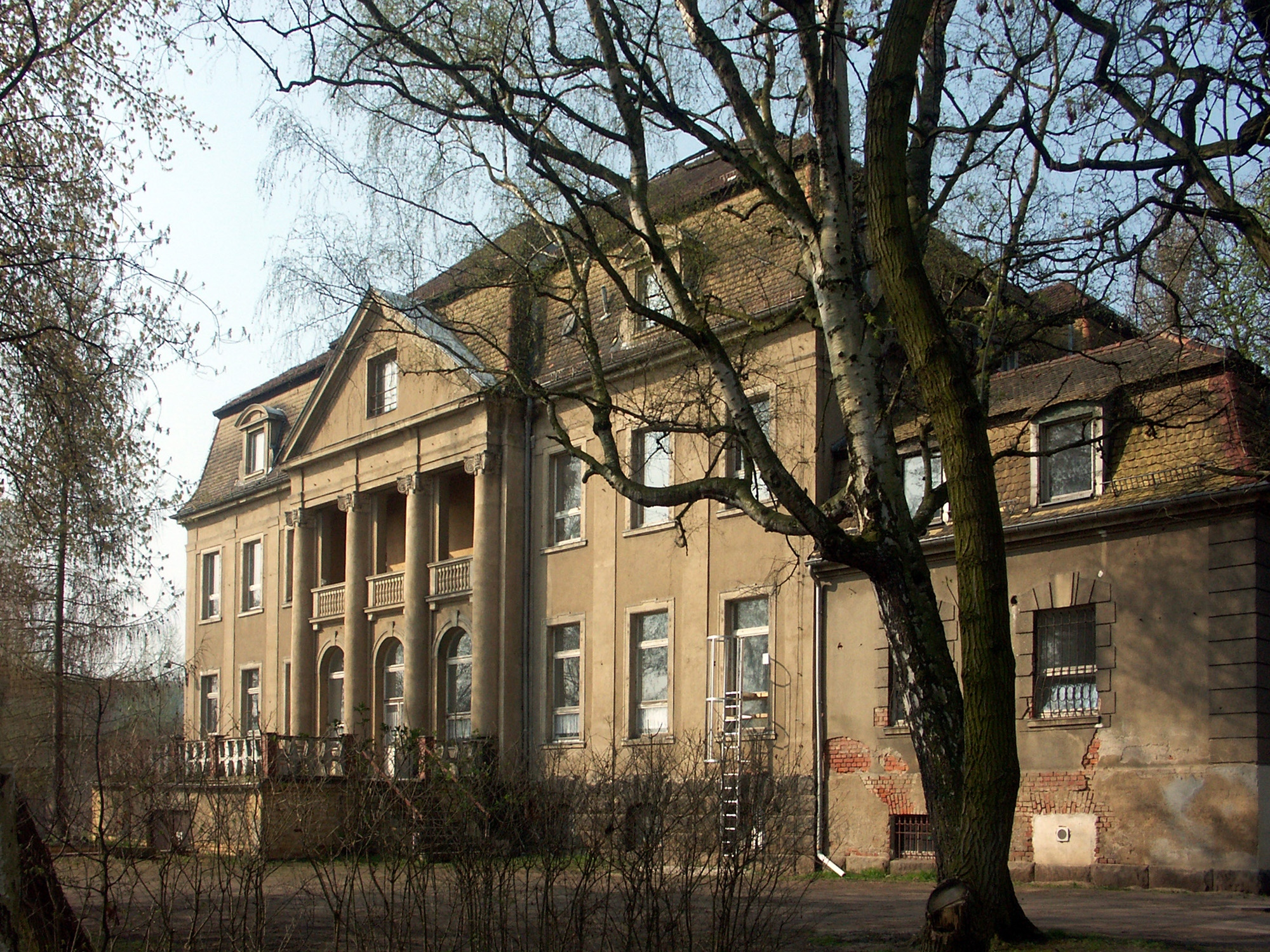
Das neue Herrenhaus im Jahre 2009
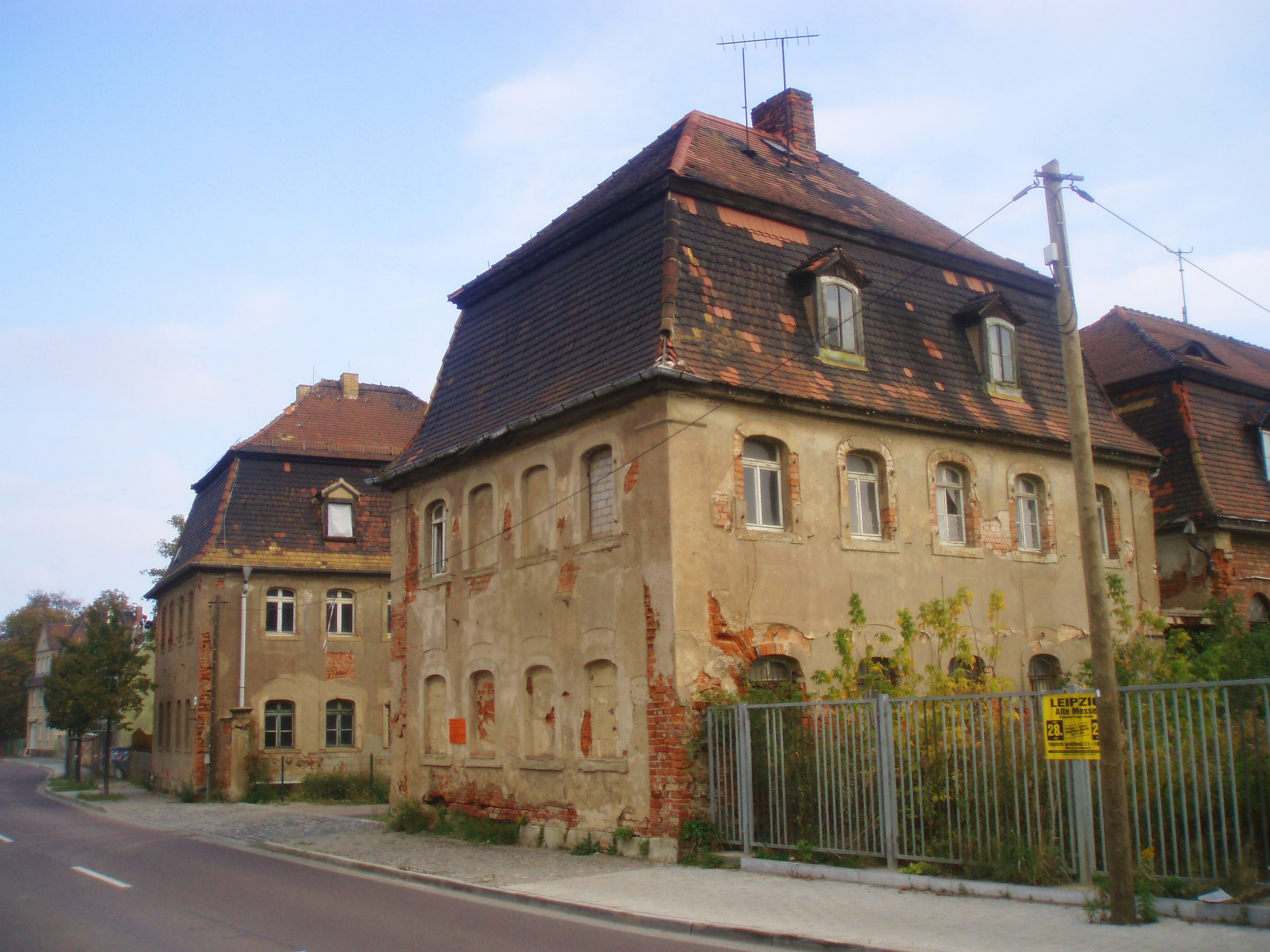
Die beiden Torhäuser des Gutes im Jahre 2006 vor …
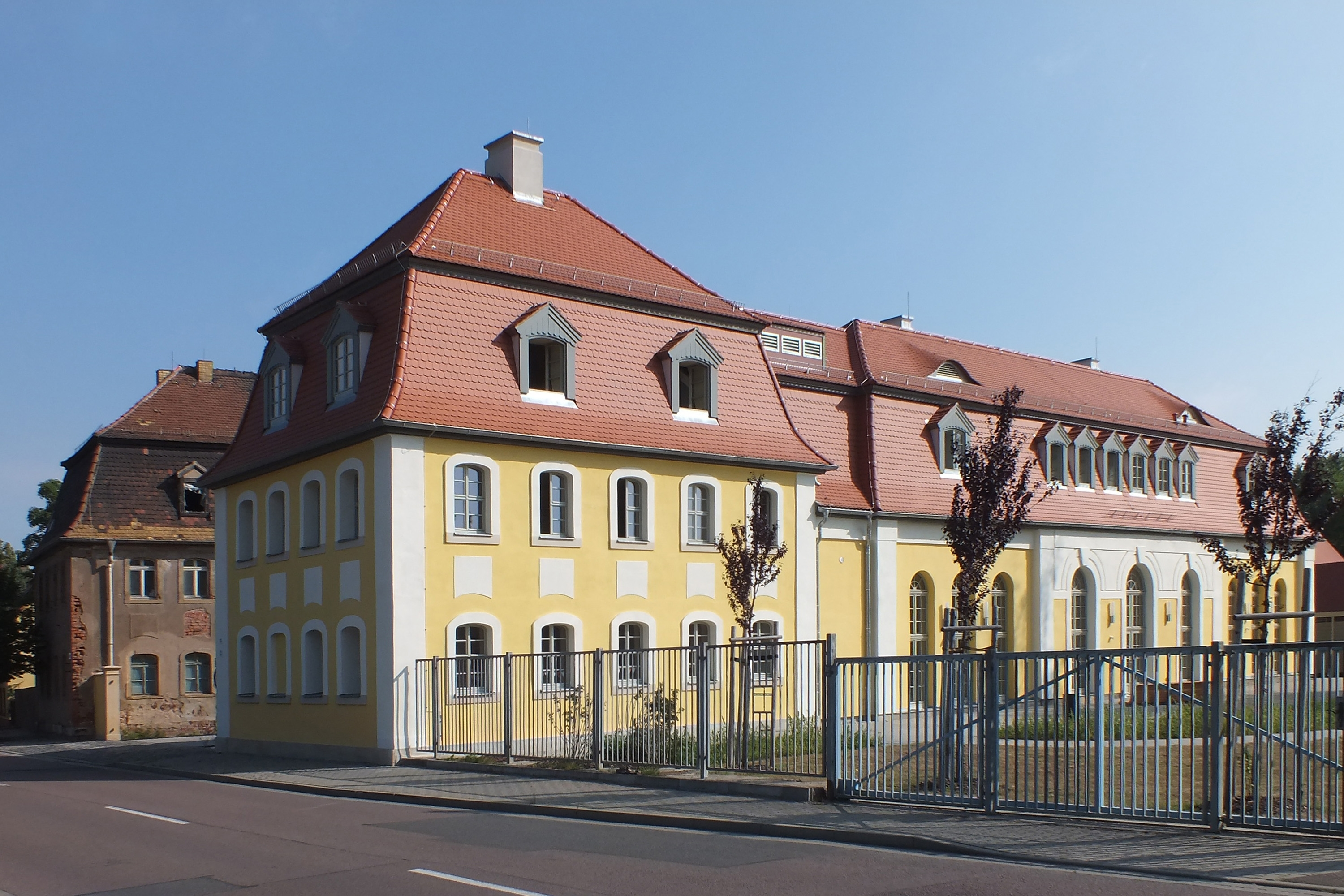
… südliches Torhaus und Orangerie nach der Restaurierung im Jahre 2012
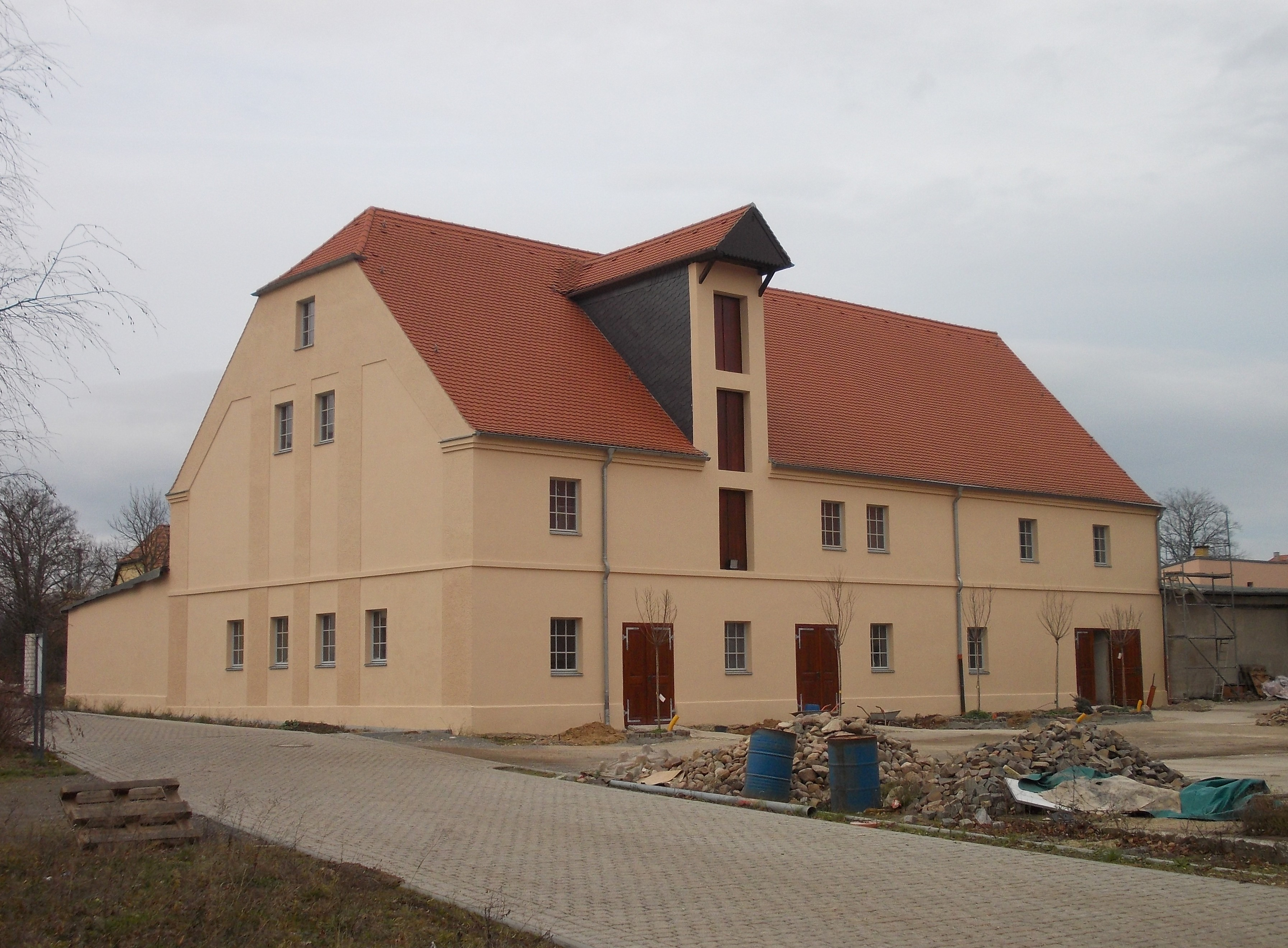
Die restaurierte Scheune 2013

### Der Ort

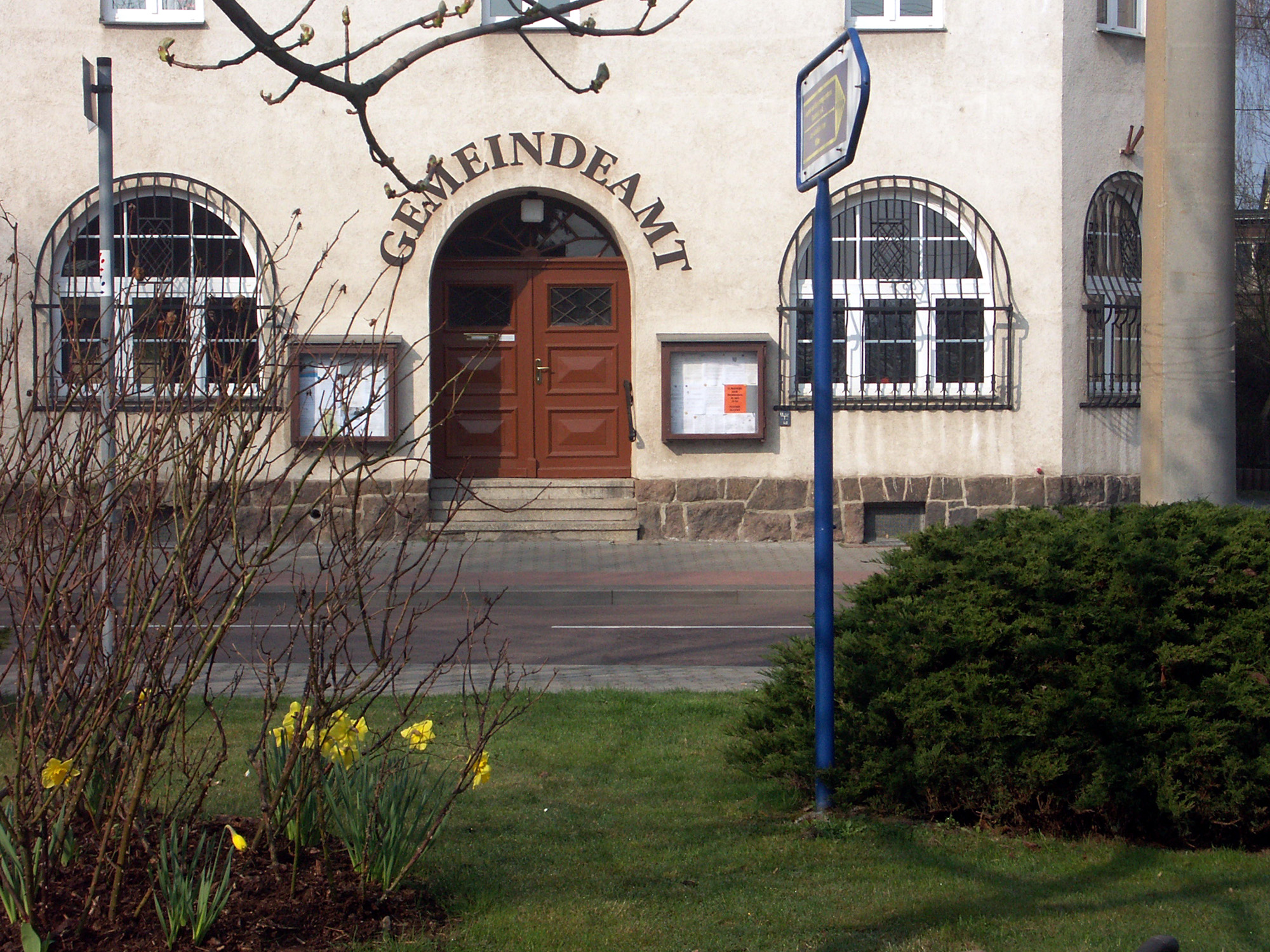
Ehemaliges Gemeindeamt (2009)

Im Mittelalter entwickelte sich das Dorf Gaschwitz auch durch Zuzug deutscher Siedler, aber immer in Abhängigkeit vom Rittergut, zu dem auch das benachbarte Debitzdeuben gehörte. 1598 hatte Gaschwitz 46 Einwohner. Es erlitt die üblichen Plagen der Geschichte: um 1430 gab es mehrere Einfälle der Hussiten, im Dreißigjährigen Krieg belagerten und plünderten es schwedische Truppen und zum Russlandfeldzug Napoleons 1812 wurden 16 Männer ausgehoben. In der Völkerschlacht 1813 kam es an der Gaschwitzer Brücke zu einem Vorpostengefecht zwischen Russen und Franzosen. Auch von der Pest blieb Gaschwitz nicht verschont, 1681 starben an ihr zahlreiche Einwohner.
Eine Kirche ist in Gaschwitz nicht errichtet worden. Der Ort war abwechselnd nach Großstädteln und nach Großdeuben eingepfarrt und gehört seit 2001 zur nunmehr vereinten Kirchgemeinde Großstädteln-Großdeuben. 1895 erfolgte die Einrichtung der ersten, wenn auch zunächst nur einklassigen Schule in Gaschwitz. 1910 wurde Gaschwitz an das öffentliche Elektroenergieversorgungsnetz angeschlossen, 1920 an das der Wasserversorgung.

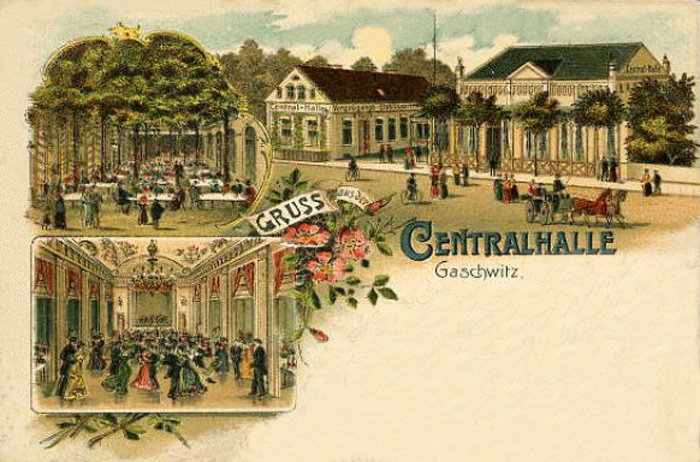
Die Central-Halle auf einer Postkarte von 1902

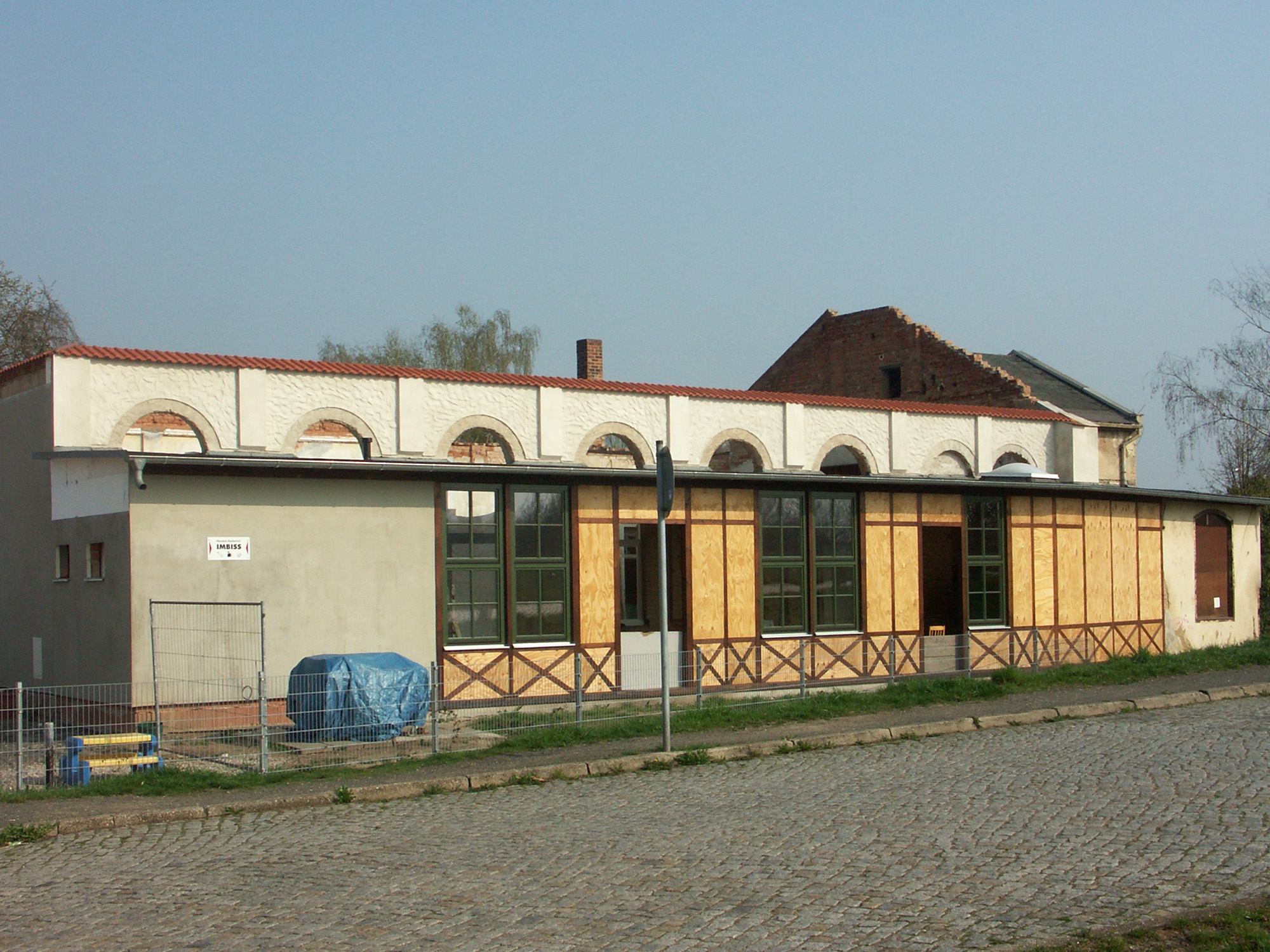
Die ehemalige Central-Halle 2009

Im Laufe des 19. Jahrhunderts entwickelte sich Gaschwitz insbesondere durch den Bahnanschluss zu einem attraktiven Naherholungs- und Wohnort zwischen Harthwald und Pleißenaue. An der Harth wurde die Heilanstalt für Gemütskranke „Hartheck“ eröffnet, und an der Straße zur Harth wurden zahlreiche Villen gebaut. Im Ort entstanden Ausflugsgaststätten wie die Central-Halle, die noch bis in die zweite Hälfte des 20. Jahrhunderts eine beliebte Tanzgaststätte und Konzertpodium für Bluesmusik und ähnliches war. Gaschwitz und sein heutiger Ortsteil Kleinstädteln lagen bis 1856 im kursächsischen bzw. königlich-sächsischen Kreisamt Leipzig. Ab 1856 gehörten die Orte zum Gerichtsamt Zwenkau und ab 1875 zur Amtshauptmannschaft Leipzig.
Im Jahre 1905 wurde in Gaschwitz unter Nutzung des vom Rittergut als Golfplatz zur Verfügung gestellten Geländes einer der ersten Golfclubs in Deutschland gegründet. Dieser gehörte 1907 mit sieben weiteren Golfclubs zu den Gründern des Deutschen Golf Verbandes (DGV). Er bestand bis 1945.
Einen deutlichen Bevölkerungszuwachs brachte die Erweiterung der Bahnanschlüsse und die Einrichtung des Rangierbahnhofs. 1939 war ein Drittel der Haushaltsvorstände in Gaschwitz bei der Deutschen Reichsbahn beschäftigt. Die Braunkohlenindustrie war der Arbeitgeber, der zu weiterem Bevölkerungszuwachs führte. Die Firma Weiß & Becker begann 1870 eine Untertage-Förderung von Braunkohle im nordwestlichen Teil von Gaschwitz, die aber aus wirtschaftlichen Gründen wieder eingestellt wurde. Erst der Aufschluss der Großtagebaue Böhlen (1921) und Espenhain (1937) und die zugehörigen Verarbeitungsbetriebe schufen zahlreiche neue Arbeitsplätze.
| Jahr      | 1834 | 1871 | 1890 | 1910 | 1925 | 1939 | 1946 | 1950 | 1964 | 1990 | 1997 | 2009 |
| Einwohner | 154  | 144  | 176  | 829  | 1273 | 1740 | 2106 | 2226 | 1975 | 1149 | 934  | 671  |

Zum Schutze des Bahnhofs wurde 1943 eine Flak-Batterie stationiert, die aber nicht verhindern konnte, dass er mehrere Bombentreffer erhielt. An den Zweiten Weltkrieg erinnern auf dem Ortsfriedhof ein Gedenkstein und Grabstätten sowjetischer Kriegsgefangener, die Opfer von Zwangsarbeit wurden, sowie eine Grabstätte für vier unbekannte KZ-Häftlinge, die wahrscheinlich aus einem KZ-Transportzug geworfen worden waren.
1964/65 begann die Überbaggerung der westlichen Teile von Gaschwitz bis an die Bahnlinie durch den Tagebau Böhlen (1969 in Tagebau Zwenkau umbenannt). 767 Einwohner dieses Gebietes mussten umgesiedelt werden. Die östlichen Anteile wurden in der gleichen Zeit durch den Tagebau Espenhain überbaggert. Von 1958 bis 1969 wurde die Pleiße begradigt an den Ostrand des Ortes verlegt sowie von 1971 bis 1976 die F2/F95 und das Gelände für die Überbaggerung durch den Tagebau Espenhain freigemacht. Gaschwitz verlor durch Überbaggerung 70 % seiner Flur.
Am 15. November 1992 entschieden sich die Bürger von Gaschwitz in einer Bürgerabstimmung für die Eingliederung nach Markkleeberg. Seit dem 1. Juli 1993 ist Gaschwitz mit Kleinstädteln ein Stadtteil von Markkleeberg.

## Verkehr
In Gaschwitz war in der Vergangenheit der Eisenbahnverkehr von erheblicher Bedeutung. An der bereits 1842 eröffneten Bahnstrecke Leipzig–Altenburg erhielt Gaschwitz 1870 eine Eisenbahnstation und wurde gleichzeitig zu einem bedeutenden Rangierbahnhof des Güterverkehrs ausgebaut. 1874 wurde die Bahnstrecke Gaschwitz–Meuselwitz über Zwenkau eröffnet und 1879 die Strecke von Leipzig-Plagwitz. Im Jahre 1969 wurde das Leipziger S-Bahn-Netz eröffnet und Gaschwitz als südlicher Umkehrpunkt der herzförmigen Ringverkehrslinie A bestimmt.
Die Verbindung nach Zwenkau wurde 1957 wegen des voranschreitenden Tagebaus Zwenkau stillgelegt und abgerissen. Die Strecke nach Leipzig-Plagwitz wird seit 2002 nur noch als gelegentliche Umleitungsstrecke für den Güter- oder auch den Regionalverkehr genutzt. Von den ursprünglich acht Bahnsteigen des Gaschwitzer Bahnhofs sind gegenwärtig nur noch zwei Bahnsteige in Betrieb. Diese werden im Halbstundentakt in beiden Richtungen von der Linie S6 der S-Bahn Mitteldeutschland angefahren, wobei im Wechsel die Richtungen Geithain und Leipzig Messe bedient werden. Zudem dient der Bahnhof als Endpunkt der S4, welche von Markkleeberg-Gaschwitz über Taucha, Torgau bis nach Falkenberg/Elster verkehrt.
Durch Gaschwitz führt in Nord-Süd-Richtung die Staatsstraße S 72 Markkleeberg-Rötha. Die vierstreifige Bundesstraße 2 läuft außerhalb des Ortes vorbei, aber jenseits der Pleiße, so dass wegen fehlender Brücken und Auffahrten diese nur über Markkleeberg oder Großdeuben erreicht werden kann. Seit 2006 quert die Autobahn A 38 den Ort in Ost-West-Richtung über eine 455 m lange Brücke. Die nächstgelegene Auffahrt ist Leipzig-Süd an der B 2.
Über den Pleiße-Radweg Leipzig–Böhlen ist Gaschwitz mit dem Fahrrad auf verkehrsfreier und landschaftlich schöner Route zu erreichen. Ende Mai 2017 wurde zudem die Neuseenbrücke über die Bundesstraße 2 bzw. 95 fertiggestellt, womit von Gaschwitz direkter Anschluss an Markkleeberger und Störmthaler See besteht.

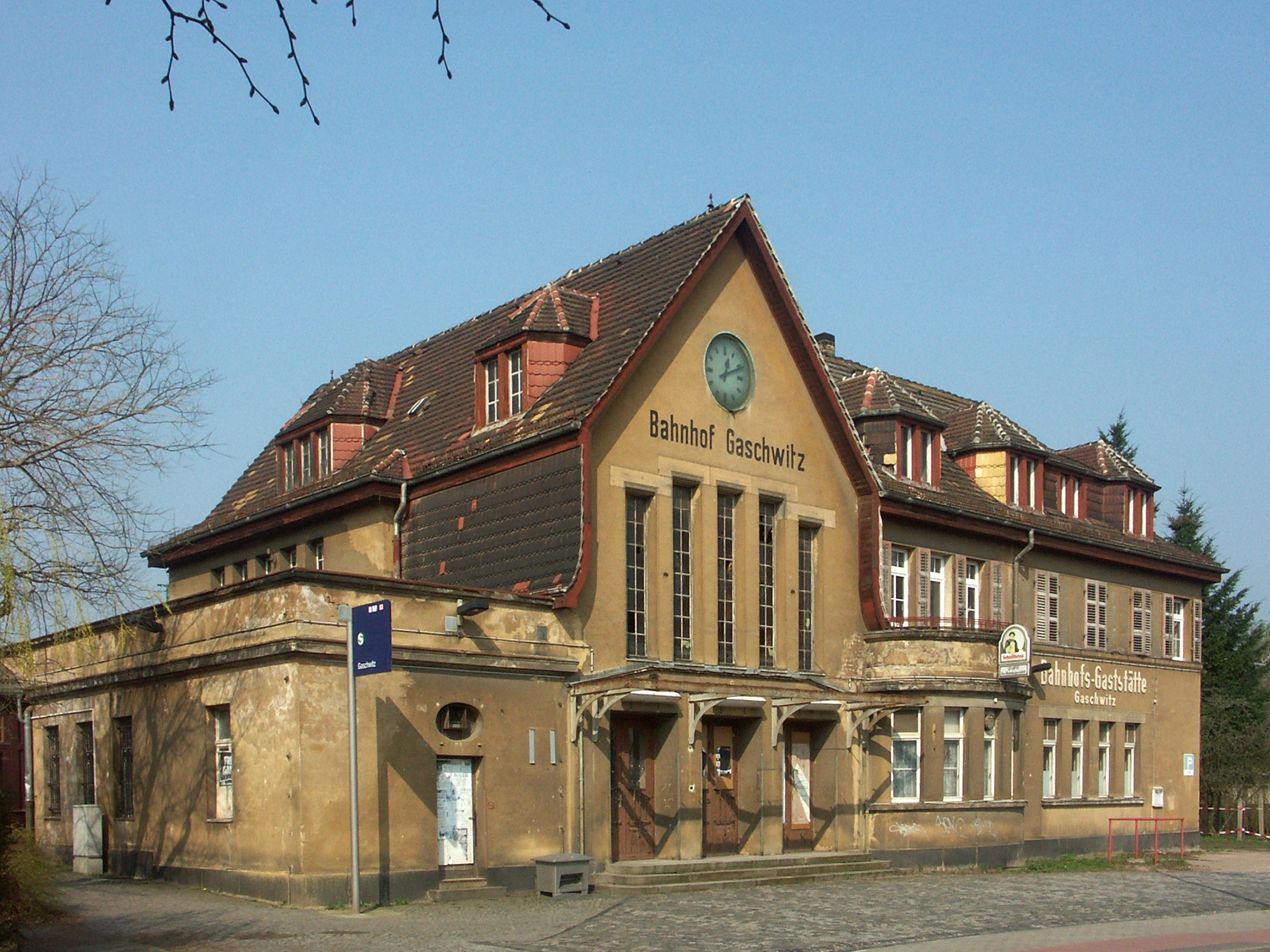
Neues Bahnhofsgebäude Markkleeberg-Gaschwitz
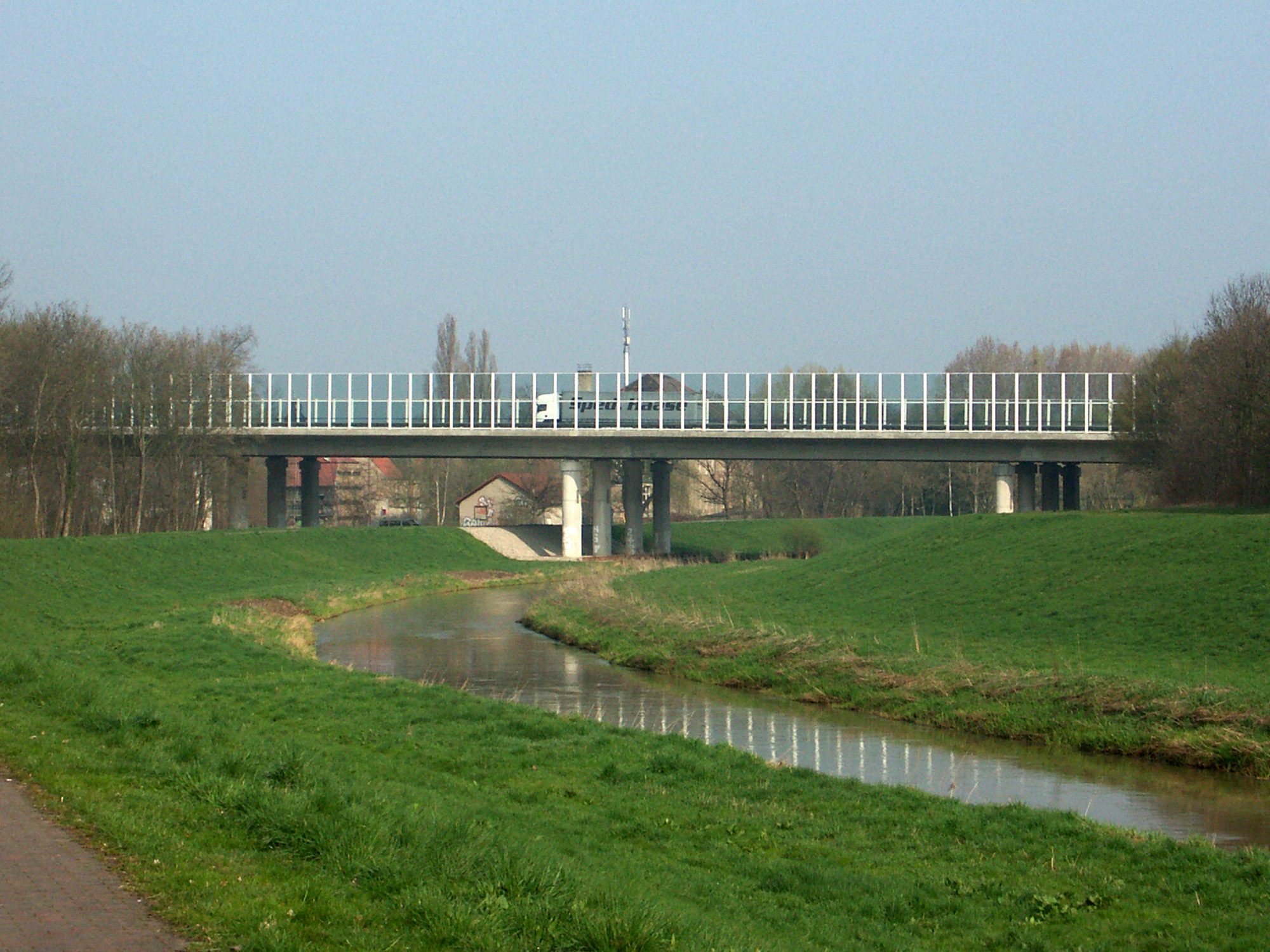
Die Autobahnbrücke
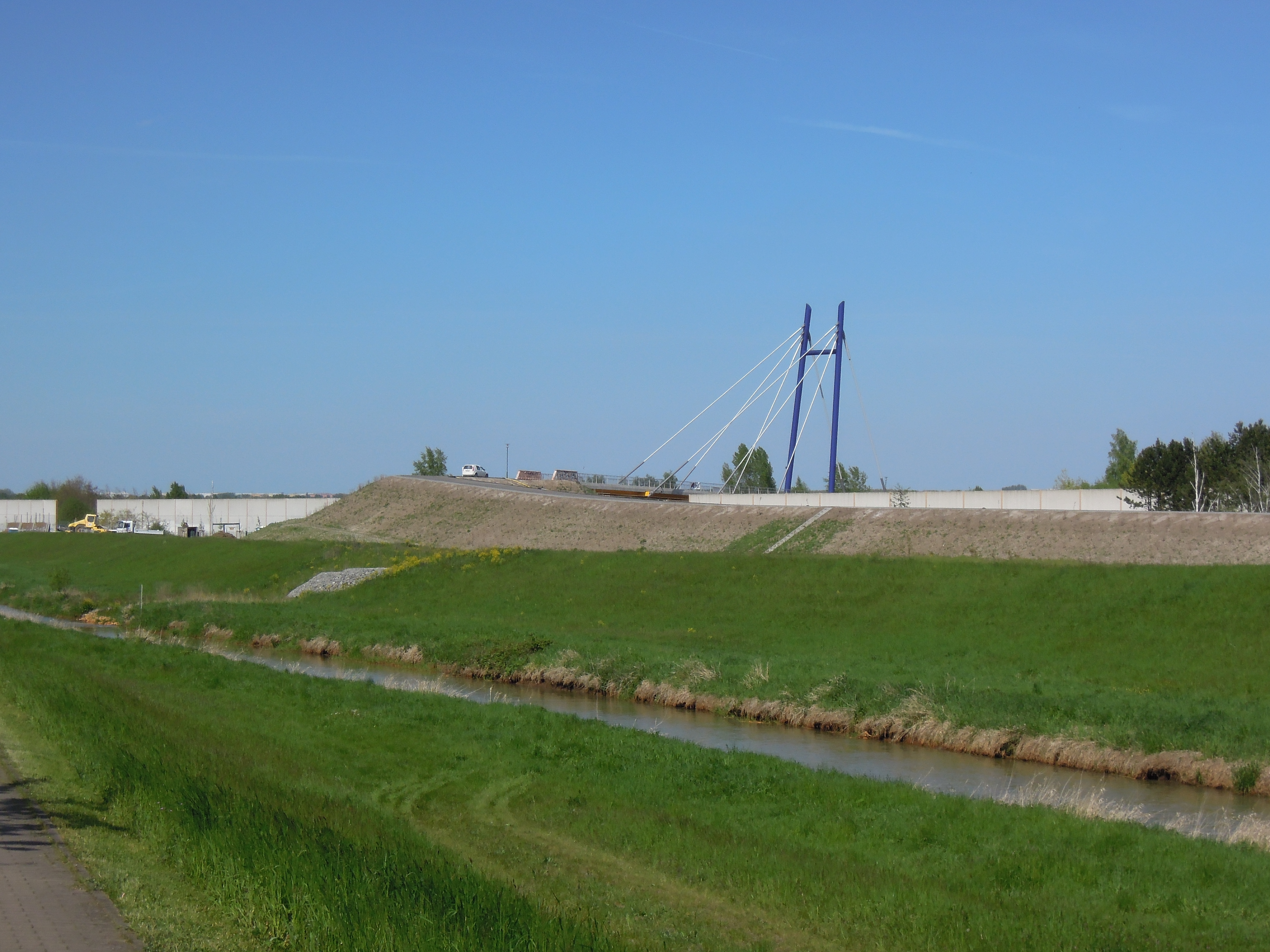
Neuseenbrücke

## Persönlichkeiten
- Johann August Landvoigt (1715–1766), Jurist und Flötist
- Otto Harrassowitz (1845–1920), Antiquar, Verleger und Autor
- Karl Büchner (1910–1981), klassischer Philologe, der als Professor in Freiburg wirkte
- Jürgen Wieczorek (* 1948), ehemaliger Abgeordneter (SPD) des Deutschen Bundestages